# 1984年サラエボオリンピックのオーストリア選手団
1984年サラエボオリンピックのオーストリア選手団（1984ねんサラエボオリンピックのオーストリアせんしゅだん）は、1984年2月8日から2月19日までユーゴスラビア（現・ボスニア・ヘルツェゴビナ）のサラエボで開催された1984年サラエボオリンピックのオーストリア選手団、およびその競技結果。

## 概要
今大会では金メダルおよび銀メダルはなく、銅メダル1個に留まり過去最低を記録した。オーストリア勢が冬季オリンピックで金メダル無しに終わったのは1928年サンモリッツオリンピック以来56年ぶり。

## メダル
| メダル | 選手名                 | 競技           | 種目     |
| ------ | ---------------------- | -------------- | -------- |
| 銅     | アントン・シュタイナー | アルペンスキー | 男子滑降 |